# Falsilunatia
Falsilunatia is een geslacht van weekdieren uit de klasse van de Gastropoda (slakken).

## Soorten
- Falsilunatia ambigua (Suter, 1913)
- Falsilunatia amphiala (Watson, 1881)
- Falsilunatia benthicola (Dell, 1990)
- Falsilunatia carcellesi (Dell, 1990)
- Falsilunatia eltanini Dell, 1990
- Falsilunatia falklandica (Preston, 1913)
- Falsilunatia fartilis (Watson, 1881)
- Falsilunatia joubini (Lamy, 1911)
- Falsilunatia nigromaculata (Lamy, 1911)
- Falsilunatia notorcadensis Dell, 1990
- Falsilunatia patagonica (Philippi, 1845)
- Falsilunatia pseudopsila Barnard, 1963
- Falsilunatia scotiana (Dell, 1990)
- Falsilunatia subperforata Dell, 1956
- Falsilunatia xantha (Watson, 1881)